# 413 (tal)
412 är det naturliga heltal som följer 412 och följs av 414.

## Matematiska egenskaper
- 413 är ett udda tal.

## Inom vetenskapen
- 413 Edburga, en asteroid.